# Мост Леопольда Седара Сенгора
Мост Леопольда Седара Сенгора (до 2006 — мост Сольферино) — пешеходный мост через Сену в Париже между музеем Орсе на левом берегу и садом Тюильри на правом берегу Сены.

## История
В течение 100 лет чугунный мост Сольферино, предназначенный для проезда экипажей, связывал набережную Анатоля Франса и набережную Тюильри. Его создали авторы Моста инвалидов Поль Мартин Галлохер де Лагалисери и Джулий Саварин, а открыл в 1861 году Наполеон III. Мост был назван в честь французской победы в битве при Сольферино. Потерявший прочность с течением времени (особенно из-за столкновений с баржами) мост был снесён и заменён в 1961 стальным пешеходным мостом, который, в свою очередь, был разрушен в 1992.
Новый пешеходный мост был построен в 1997—1999 годах под руководством инженера и архитектора Марка Мимрама. Этот металлический мост является уникальным по архитектуре и покрыт древесиной экзотических бразильских деревьев табебуйя, которая придаёт ему лёгкий и тёплый вид. Прочность моста, однако, не вызывает сомнений — фундаментами с двух сторон являются бетонные колонны, углублённые в землю на 15 м, а сама конструкция состоит из шести 150 тонных частей, построенных Эйфелевой инжиниринговой компанией.
В 2006 году мост Сольферино был переименован в честь первого президента Сенегала Леопольда Седара Сенгора.

## Расположение
| Расположение моста на Сене     | Расположение моста на Сене | Расположение моста на Сене    |
| ------------------------------ | -------------------------- | ----------------------------- |
| Вниз по течению: Мост Согласия |                            | Вверх по течению: Мост Руаяль |